# 초석잠
초석잠(草石蠶, Stachys affinis, artichoke betony, crosne 또는 knotroot)은 꿀풀과에 속하는 석잠풀의 뿌리 열매이다. 누에를 닮았다고 하여 누에 잠(蠶)자를 사용한다. 민간 치료제로 이용되는 초석잠은 뇌 기능을 활성화시켜주는 페닐에타노이드 성분, 치매를 예방할 수 있는 콜린 성분이 풍부하게 들어 있어 노인에게 건강식품으로 좋다는 주장이 있다.

## 설명

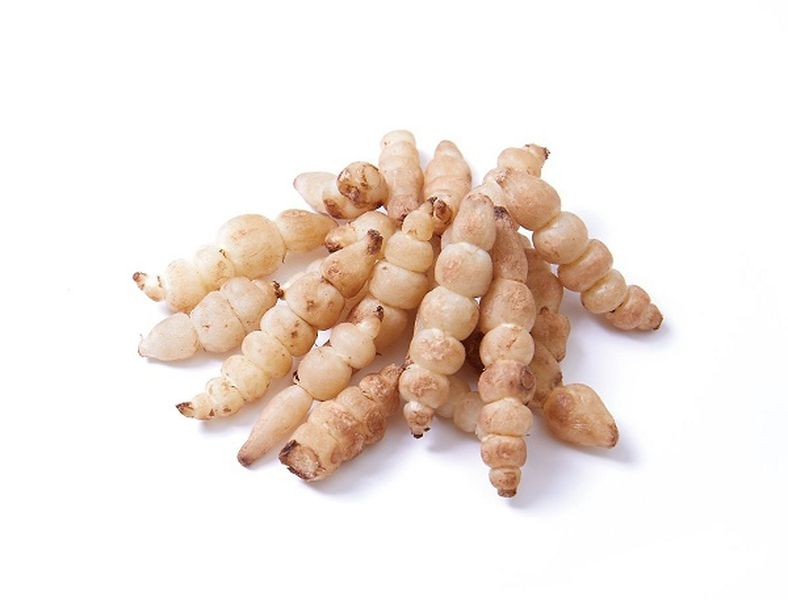
초석잠

초석잠은 꿀풀과 석잠풀속에 속하는 식물인 석잠풀의 뿌리 열매이다. 다년생 초본 식물로 직립하고 기부에는 포복하는 뿌리가 있으며 끝에는 나사형의 덩이줄기가 있다. 줄기는 높이가 30~60cm이고 사각형이며 모서리가 4개 있고, 상부에는 긴 가시털이 거꾸로 나 있다. 원산지는 중국이며, 13세기에 재배가 시작되었으며, 중국어로는 차오스산(cao shi can)이라고 한다. 일본에서는 에도시대에 들어와 재배하기 시작했다고 하며, 오래 살고 늙지 않게 하며 기쁨을 주는 장수식품으로 이름 불렸다. 국내에는 일본을 통해 유입된 것으로 보인다. 맛은 달고 쓰며, 약성은 서늘하다. 초석잠의 영양 및 효능 초석잠에는 뇌기능을 활성화하는 페닐에타노이드 성분이 함유되어 있고, 치매를 예방할 수 있는 콜린 성분이 풍부하게 들어있다. 콜린은 신경의 흥분 전달에 관여하는 물질이다. 이는 지방간의 예방인자로도 활동하며, 동맥경화 예방의 효과가 있다. 또한 혈액순환을 원활하게 해주기 때문에 간경화와 동맥경화를 개선하고 지방간의 형성을 억제해준다. 그 밖에도, 감기를 비롯해, 인후염, 기관지염, 장 건강에도 유익하다. 단, 칼로리가 비교적 높은 편이므로, 적정량 섭취를 권장한다.

## 고르는 법
생초석잠의 구입 시기는 12월에서 2월까지다. 간혹 3~4월까지도 수확을 하기도 하지만, 그때는 뿌리에 영양분이 응축되어 있지 않을 수 있다. 수확 시기가 지나면 말린 초석잠이나 가루초석잠을 구입한다. 또한 골뱅이 모양을 확인하여, 택란과 혼동되어 구입하지 않도록 한다. 초석잠 손질법 흐르는 물에 여러 번 헹군다. 사이사이에 있는 흙과 이물질을 흐르는 물에 여러 번 헹구어 낸다. 초석잠 보관법 밀봉하여 냉장 보관한다. 사용하고 남은 생초석잠은 세척하지 않고 냉장고에 밀봉하여 보관한다.